# 森薗美咲
森薗 美咲（もりぞの みさき、1992年4月16日 - ）は、日本の女子卓球選手。東京都西東京市出身。フォア裏・バック表前陣速攻型。ITTF世界ランキング最高位は25位。段級位は7段。弟は卓球選手の森薗政崇、従妹は森薗美月である。

## 経歴
東京都西東京市出身。西東京市立谷戸小学校卒業。小学校まではかつて近畿大学卓球部、シチズン時計卓球部でプレーした父の誠が指導する美鷹クラブに所属。青森山田中学高等学校在学中は卓球ジュニア日本代表として世界ジュニア卓球選手権などで実績を上げた。
卓球日本代表として2009年横浜市で行われた第50回世界卓球選手権個人戦に選ばれて混合ダブルスに丹羽孝希とのペアで出場した。
2010年12月の第8回世界ジュニア選手権の女子団体では中国の8連覇を阻止し初優勝をした。ジュニア大会ではあるが、世界タイトルイベントでの日本女子団体種目優勝は、1971年世界選手権女子団体優勝以来39年ぶり。
2014年度全日本卓球選手権の混合ダブルスにおいて張一博ペアで優勝した。
2018年に7年半所属した日本卓球リーグの日立化成を離れ、Tリーグトップおとめピンポンズ名古屋(TOP名古屋)に加入してプロ契約した。チームではキャプテンを任されている。
2019年11月10日 西東京市民まつりにて西東京市PR親善大使に任命された。
2020年3月 Tリーグトップおとめピンポンズ名古屋(TOP名古屋)を契約満了につき、退団。今後は現役を続けながら、指導者としても活動していく。
2020年4月 一般向けレッスンを開始したほかテレビ電話でのマンツーマン形式のオンラインサロンを開講した。
2020年9月東京都内の公立高校で外部コーチを始めた。(不定期)
2020年は全日本卓球選手権の女子ダブルス東京都予選に出場予定であったが、新型コロナウイルス感染症対策で女子ダブルスが中止になったため、公式戦への出場は無かった。
2021年度女子ジュニアナショナルチーム、女子ホープスナショナルチーム強化スタッフ(コーチ)に就任。
現在、公式戦への出場に向けて自身のトレーニングをしながら、卓球スタジオ「T-CROWN」にてレッスンを行なっている。
2021年6月 第76回国民体育大会卓球競技青森県予選会に出場。約1年半ぶりの試合出場となった。
2021年9月全日本卓球選手権の女子シングルス東京都予選に出場し本戦出場権を獲得した。
2022年4月 パラ卓球ナショナルチーム監督(立位)に就任。

## 戦歴
- 2003年
  - 全日本選手権（ホープスの部）：ベスト8
- 2004年
  - 全日本選手権（ホープスの部）：3位
  - 全日本選手権（カデットの部）：13歳以下シングルス準優勝、ダブルス3位
- 2005年
  - 東京選手権（カデットの部）：優勝
  - 全日本選手権（カデットの部）：13歳以下シングルス準優勝
- 2006年
  - 第37回全国中学校卓球大会：女子シングルス準優勝
  - ITTFワールドカデットチャレンジ：女子シングルス優勝、女子団体優勝
- 2007年
  - 全日本卓球選手権：ジュニア女子 3位
  - ITTFプロツアーチリオープン：女子アンダー21 ベスト8
  - 第62回国民体育大会：少年女子の部準優勝（青森県代表）
  - ITTFワールドカデットチャレンジ：女子シングルス優勝
- 2008年
  - 大林カップ・第14回ジャパントップ12：女子シングルス出場
  - 第77回全国高校総体：女子シングルス ベスト8、女子ダブルス優勝、女子学校対抗準優勝
  - ITTFジュニアサーキット（タヒチ）：女子シングルス2位、女子ダブルス優勝、女子団体優勝
  - ITTFジュニアサーキット（ポーランド）：女子団体優勝
  - ITTFジュニアサーキットファイナル：女子シングルス準優勝
  - 世界選手権モスクワ大会（団体）女子代表選考会：8位
  - 第6回世界ジュニア選手権：女子団体準優勝
- 2009年
  - 全日本選手権：女子シングルス ベスト4、ジュニア女子準優勝
  - アジア選手権大会女子代表選考会：7位
  - ITTFジュニアサーキット（韓国）：女子団体優勝、女子シングルス準優勝、女子ダブルス3位
  - 第78回全国高校総体：女子学校対抗優勝、女子シングルス3位、女子ダブルス準優勝（秦詩琪ペア）
  - 第15回アジアジュニア選手権：女子ダブルス優勝
  - 世界卓球選手権(個人)：混合ダブルス出場
  - ITTFジュニアサーキットファイナル：女子シングルス優勝
  - 第7回世界ジュニア選手権：女子団体準優勝
- 2010年
  - 全日本卓球選手権：女子シングルス ベスト16、ジュニア女子準優勝
  - 第79回全国高校総体：女子学校対抗準優勝、女子ダブルス優勝（秦詩琪ペア）
  - ITTFプロツアー ジャパンオープン（荻村杯）：女子ダブルス3位（藤沼亜衣ペア）
  - 世界ジュニア選手権女子日本代表選手選考会：（23試合全勝）優勝
  - ITTFジュニアサーキット（ポーランド）：女子団体優勝、女子ジングルス2位、ダブルス優勝（谷岡あゆかペア）
  - ITTFジュニアサーキット（中国太原）：女子ジングルス3位
  - 第8回世界ジュニア選手権大会：女子団体初優勝（石川､森薗､谷岡､前田）,ダブルス準優勝（石川佳純ペア）
- 2011年
  - 全日本卓球選手権：女子シングルス ベスト8
  - ITTFプロツアー カタールオープン：U21準優勝
  - ITTFプロツアー スペインオープン：U21準優勝
  - ITTFプロツアー 韓国オープン：U21準優勝
  - ITTFプロツアー チリオープン：シングルス3位、ダブルス3位（谷岡あゆかペア）、U21優勝
  - ITTFプロツアー オーストリアオープン：U21準優勝
  - 第66回国民体育大会『おいでませ山口国体』卓球競技会 成年女子優勝＝茨城県(福平･野上･森薗)
- 2012年
  - 全日本卓球選手権：女子シングルス ベスト8
  - ITTFワールドツアー スロベニアオープン：U21準優勝
  - ITTFワールドツアー チェコオープン：U21準優勝
  - 平成24年度日本卓球リーグプレーオフJTTLファイナル4〔内閣総理大臣杯〕：優勝(日立化成)
  - 2013年世界選手権パリ大会&2013アジア選手権釜山大会女子代表選考会：優勝＝出場権獲得
- 2013年
  - 平成24年度全日本卓球選手権大会 女子ダブルス 準優勝（小野思保ペア）
  - ITTFワールドツアー クウェートオープン：女子ダブルス準優勝（石川佳純ペア）
  - ITTFワールドツアー 中国オープン(蘇州)：U21優勝
  - ITTFワールドツアー ロシアオープン：U21優勝
- 2014年
  - 平成25年度全日本卓球選手権大会 混合ダブルス 優勝（張一博ペア）
  - ITTFワールドツアー オーストラリアオープン：シングルス準優勝
  - ITTFワールドツアー ベラルーシオープン：シングルス準優勝
  - 平成26年度日本卓球リーグプレーオフJTTLファイナル4〔内閣総理大臣杯〕：優勝(日立化成)
- 2015年
  - 平成26年度全日本卓球選手権大会 女子シングルス 準優勝
- 2016年
  - 第25回日本卓球リーグ・ビッグトーナメント（佐賀大会）女子シングルス 優勝[6]
  - ITTFワールドツアー ブルガリアオープン：女子ダブルス優勝（加藤美優ペア）
- 2017年
  - ITTFチャレンジシリーズベラルーシオープン：女子ダブルス優勝（加藤美優ペア）
  - 全日本社会人選手権　シングルス3位
- 2018年
  - 全日本社会人選手権　シングルス2位
- 2022年
  - 全日本選手権（マスターズの部）：女子サーティ　優勝

## Tリーグの成績
| 年      | 所属チーム                   | 背番号 | 種目     | 試合数 | 勝利 | 敗戦 | 種目     | 試合数 | 勝利 | 敗戦 |
| ------- | ---------------------------- | ------ | -------- | ------ | ---- | ---- | -------- | ------ | ---- | ---- |
| 2018-19 | トップおとめピンポンズ名古屋 | #5     | シングル | 3試合  | 1勝  | 2敗  | ダブルス | 7試合  | 1勝  | 6敗  |
| 2019-20 | トップおとめピンポンズ名古屋 | #5     | シングル | 4試合  | 1勝  | 3敗  | ダブルス | 5試合  | 2勝  | 3敗  |

## 人物
- Little Glee Monsterと荒井麻珠、丸山隆平のファン。
- 好きな食べ物はマロニー、火鍋、キムチ鍋。
- 特技はフラフープ、モノマネ。

## エピソード
- 高校生の時に、同級生の石川佳純(当時四天王寺高等学校)は「天才少女」と呼ばれていたのに対し、「爆弾娘」と呼ばれていた[7]。
- 「ノジマTリーグ開幕直前 ファン感謝祭2019」でファンの男性から「最新のモノマネが見たい」とリクエストされ、弟 政崇のレシーブの構えのモノマネを披露した。また、ペットボトルチャレンジ(ペットボトル的当て対決)で勝利し、ヘアドライヤーを獲得した。
- 小学生の頃に所属した美鷹クラブには卓球を始めたばかりの加藤美優がいた。練習相手だった美咲は美優がミスをする度に何故かコーチであった父の誠から足上げ腹筋を課せられていた[8]。
- ジャンクSPORTS浜田大明神お祈りプロジェクトで弟の政崇が「(青森)山田復活」とお祈りしたのに対し、美咲は「30歳までに結婚したい」とお祈りした。理想はアスリートでガッチリした人。
- 新型コロナウイルス感染症の影響で最後の大会に臨めなかった西東京市内の中学校卓球部3年生などに向けて、サイン入りユニフォーム60枚を贈呈した。
- 自宅で飼っているスッポン(名前は、ぽんず)を「私の彼」と呼んでいる。
- ネコ派
- オイルマッサージの資格を取得した。

## メディア関係
- テレビ
  - 2007年3月13日放送 TBSテレビ「学校へ行こう!MAX」青森山田学園スポーツ部 当時中学2年生、20th Centuryの坂本昌行、井ノ原快彦と卓球対決をした。
  - 2016年8月11日放送 フジテレビ「アウト×デラックス」バラエティに出たくて出たくてしょうがない卓球選手として、自分で番組に応募し出演。特技であるモノマネ(芹那、吉高由里子、中島みゆき)を披露した。
  - 2018年10月21日放送 メ～テレ(名古屋テレビ)「反転の光」
  - 2019年1月6日放送 CBCテレビ「High Five」お年玉チャレンジSP ゲスト解説
  - 2019年2月17日放送 フジテレビ「ジャンクSPORTS」注目選手続々!卓球SP 念願のジャンクスポーツ初出演。エピソードトークの他、アウト×デラックスに出演した際のVTRなどが紹介された[9]。
  - 2019年4月20日放送 フジテレビ「めざましどようび」世界卓球選手権 解説
  - 2019年10月05日放送 BSテレ東「卓球ジャパン!」チェコオープン決勝 平野美宇VS陳幸同ゲスト解説
  - 2019年10月12日放送 BSテレ東「卓球ジャパン!」狙うは五輪初出場！平野美宇 魂の激闘 完結編 ゲスト解説
  - 2019年11月02日放送 BSテレ東「卓球ジャパン!」武井壮の卓球道 スペシャルコーチ ストップを武井壮に教えた。
  - 2020年2月23日放送 フジテレビ「ジャンクSPORTS」スポーツ名門校SP 廃部危機にあった母校青森山田中学高等学校卓球部を弟:森薗政崇と共に訪問しリポートした[10]。
  - 2020年4月25日放送 BSテレ東「卓球ジャパン!」祝!世界ランク２位浮上!!伊藤美誠祭り ゲスト解説
  - 2020年5月02日放送 BSテレ東「卓球ジャパン!」2週連続伊藤美誠祭り 第二夜 ゲスト解説 弟の森薗政崇と出演
  - 2020年5月23日放送 BSテレ東「卓球ジャパン!」豪華コーチがスゴ技一挙公開！保存版！武井壮の卓球道SP
  - 2020年9月19日放送 岩手放送 「ここが自慢！東北の魅力探し！in東京」
  - 2020年11月22日放送 フジテレビ「ジャンクSPORTS」レジェンド 新世代 卓球SP VTR出演
  - 2021年07月11日放送 フジテレビ「ジャンクSPORTS」東京五輪開幕まであと12日浜田が激励の東奔西走3時間SP内「五輪トークSP」[11]
  - 2021年07月26日放送 BSフジ4K「東京オリンピック 卓球 混合ダブルス 3位決定戦/決勝」解説
  - 2021年07月29日放送 関西テレビ「報道RUNNER」東京オリンピック 卓球 女子シングルス 準決勝/3位決定戦 コメント解説
  - 2021年09月02日放送 J:COMテレビ「東京2020パラリンピック卓球男女クラス別決勝」ゲスト解説
  - 2021年11月13日放送 TBSテレビ炎の体育会TV「水谷隼からの挑戦状」挑戦者の弟 政崇への球出し役
  - 2021年11月放送 BSテレ東「世界卓球2021ヒューストン」解説
  - 2022年2月4日～3月25日放送テレビ東京「テレ東卓球塾はじめます」
  - 2022年4月10日～放送テレビ東京テレ東卓球塾 ひとラリー、いっとくぅぅぅ？「元NMB48白間美瑠のゼロから卓球ライフ ゼロタク！」- コーチ
- ラジオ
  - 2019年7月27日、8月3日放送 TBSラジオ「中野浩一のフリートーク」ゲスト
  - 2019年11月10日放送 FM西東京「市民まつり公開生放送」ゲスト
- YouTube Live
  - 2020年12月16日配信 AddElm 「CINEMA SPORTS TOKYO」 第1回ゲスト
  - 2021年11月5日配信 国際卓球×ミズノアドバイザリースタッフ スペシャルコラボLIVE「MIZUNO NEWモデル談義」
- オンライン配信
  - 2021年11月27日、28日配信 「テレ東卓球塾」講師
- 冊子
  - 2020年2月号 「健康日本」(一般社団法人日本健康倶楽部)インタビュー

## アドバイザリー契約
- mizuno

## スポンサー
- R&M TABLE TENNIS
- Doctor Air(株式会社ドリームファクトリー)